# Volcán Arenal nationalpark
Volcán Arenal nationalpark är en nationalpark i Costa Rica.   Den ligger i provinsen Alajuela, i den nordvästra delen av landet, 90 km nordväst om huvudstaden San José. Nationalparken är uppkallad efter vulkanen Arenal som har sin högsta topp vid 1 670 meter över havet. Skyddsområdets area är 121,5 kvadratkilometer.
Vulkanens lägre delar är täckta av molnskog och i ännu lägre delar av nationalparken förekommer regnskog. I skyddszonen finns även flera heta källor. Nationalparken inrättades 1991.